# 1952-es Giro d’Italia
Az 1952-es Giro d’Italia volt a 39. olasz kerékpáros körverseny. Május 17-én kezdődött és június 8-án ért véget. Végső győztes az olasz Fausto Coppi lett.

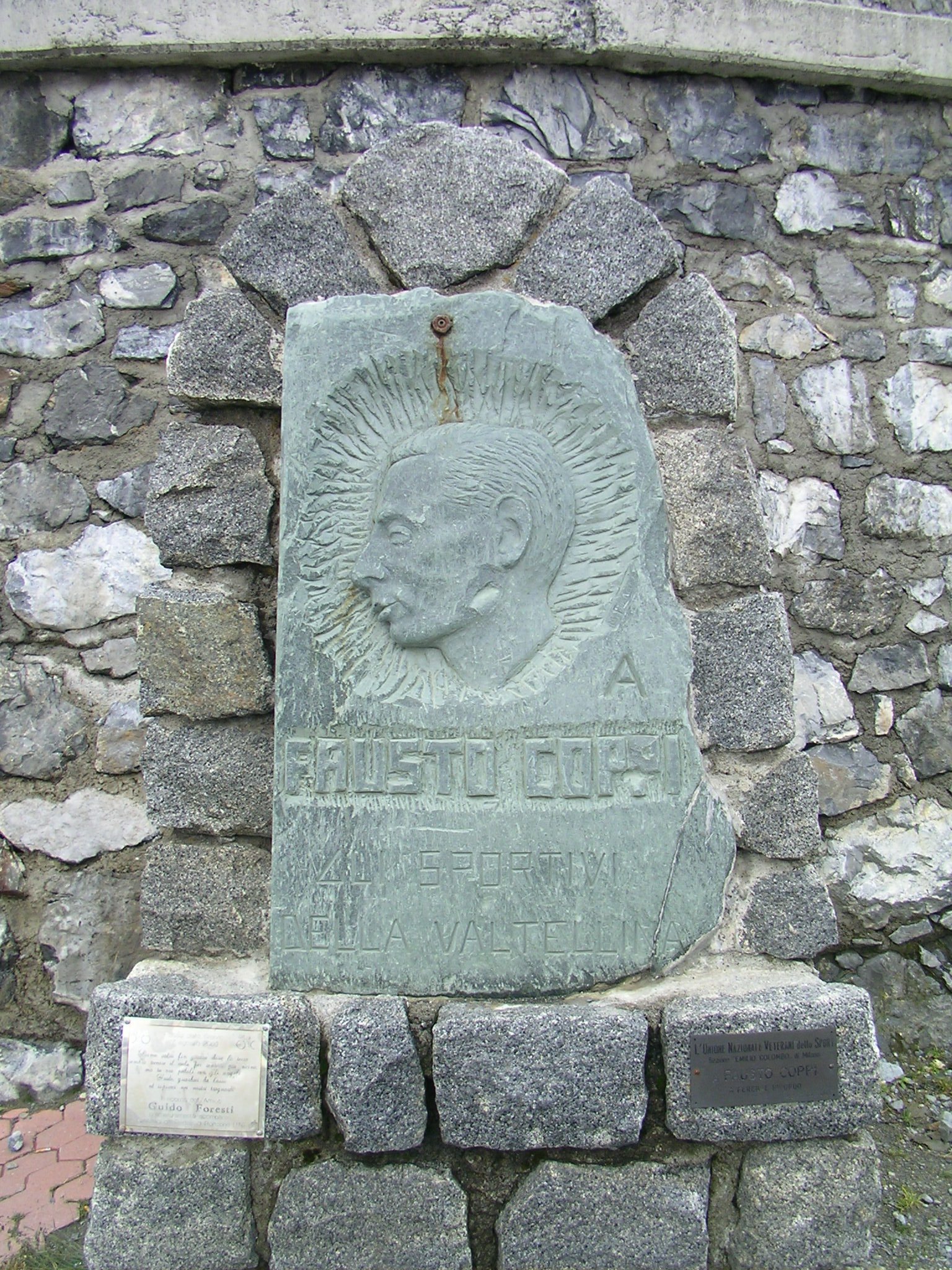
Fausto Coppi emlékműve a Stelvio-n

## Végeredmény
|    | Versenyző         | Idő            |
| -- | ----------------- | -------------- |
| 1  | Fausto Coppi      | 114 óra 36' 43 |
| 2  | Fiorenzo Magni    | + 9' 18        |
| 3  | Ferdinand Kübler  | + 9' 24        |
| 4  | Donato Zampini    | + 10'29        |
| 5  | Gino Bartali      | + 10' 33       |
| 6  | Constant Ockers   | + 10'58        |
| 7  | Giancarlo Astrua  | + 14' 30       |
| 8  | Hugo Koblet       | + 14 38        |
| 9  | Raphaël Géminiani | + 16' 44       |
| 10 | Giorgio Albani    | + 18' 14       |